# Grupa Społecznych Instruktorów Młodzieżowych PCK w Tomaszowie Mazowieckim

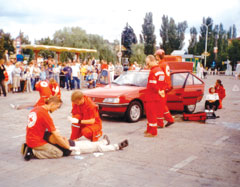
Pokaz pierwszej pomocy realizowany przez Grupę SIM PCK Tomaszów Maz.

Grupa Społecznych Instruktorów Młodzieżowych PCK w Tomaszowie Mazowieckim – (Grupa SIM PCK Tomaszów Maz.) – jednostka podstawowa Polskiego Czerwonego Krzyża działająca przy Zarządzie Rejonowym PCK w Tomaszowie Maz. od 1999 roku.

## Akcje charytatywne
Grupa bierze udział w ogólnopolskich akcjach „Czerwonokrzyska gwiazdka” i „Wielkanocny Koszyczek PCK” oraz „Wyprawka dla żaka”. Mają one na celu pomoc dzieciom z niezamożnych rodzin: pierwsze dwie to zbiórka słodyczy oraz produktów spożywczych na paczki świąteczne, ostatnia jest zbiórką artykułów szkolnych. Ma swój udział także w „Kampanii walki z głodem”. Rokrocznie włącza się do Wielkiej Orkiestry Świątecznej Pomocy. Prowadzi także kwesty wynikłe z potrzeby chwili. Wolontariusze Grupy pomagają również w codziennych pracach biura ZR PCK, zbiórkach odzieży i mebli; pomagają osobom starszym i niepełnosprawnym.

## Kampanie edukacyjne
Tomaszowska Grupa SIM PCK prowadzi kilka kampanii edukacyjnych:
- profilaktyka HIV/AIDS
- programy edukacyjne z zakresu higieny, skierowane do dzieci (program „Super Wiewiórka”)
- podstawy pierwszej pomocy dla dzieci (program „Ratowniczek”)
- propagowanie międzynarodowego prawa humanitarnego
- rozpowszechnianie wiedzy o zastosowaniu znaku czerwonego krzyża

## Pierwsza pomoc
Wraz z Instruktorami Pierwszej Pomocy PCK Grupa prowadzi kursy i szkolenia z zakresu pierwszej pomocy przedmedycznej. Są to zajęcia dla osób prywatnych i grup zorganizowanych (m.in. kandydaci na kierowców, nauczyciele, uczniowie).
Grupa SIM PCK prowadzi też zabezpieczenia medyczne imprez masowych, uroczystości, rajdów samochodowych, zawodów sportowych, z wykorzystaniem sprzętu ratowniczego (apteczki, deska ortopedyczna itp.) Organizuje także pogadanki o pierwszej pomocy w szkołach i pokazy ratownictwa. Odpowiada też za etap rejonowy Ogólnopolskich Mistrzostw Pierwszej Pomocy PCK. W celach propagowania umiejętności ratowania życia i zdrowia Grupa współpracuje z ośrodkami szkolenia kierowców i Automobilklubem Tomaszowskim (członek PZM).

## Pomoc Humanitarna
Grupa zbierała i przekazała dary dla powodzian w latach 1997 i 2001. Pomogła w usuwaniu skutków kilku podtopień w Tomaszowie. Wsparła osoby poszkodowane przez trąbę powietrzną w Sługocicach w 2006 r.